# Federica Cacciola
Federica Cacciola (Taormina, 8 agosto 1986) è un'attrice, scrittrice e personaggio televisivo italiana, conosciuta anche con lo pseudonimo di Martina Dell'Ombra, dal nome di un suo personaggio satirico.

## Biografia
Nata a Taormina nel 1986, ha studiato Filosofia all'Università Cattolica del Sacro Cuore di Milano e in seguito ha continuato gli studi alla New York Film Academy. Successivamente ha scritto due spettacoli per il teatro, L'altra metà e Choose life.

### Come Martina Dell'Ombra
Nel 2014 ha creato il personaggio di Martina Dell'Ombra, una influencer dei Parioli che sui social network esprime -secondo il giornalista Francesco Oggiano- "pensieri razzisti, omofobi, classisti, superficiali", diventando nota negli anni successivi. Non rivelando di essere in realtà un'attrice, viene spesso vista come una troll ed è anche bersaglio di insulti. Nel 2015 Vanity Fair ha svelato pubblicamente la sua identità. La notizia viene ripresa da altre testate.
Nei panni di Martina Dell'Ombra nel 2016 ha partecipato al programma di Rai 2 Nemo - Nessuno escluso. Lo stesso anno ha vinto il Premio Satira sul web al Premio Satira Politica Forte dei Marmi. L'anno successivo è stata ospite fissa di Kudos - Tutto passa dal web su Rai 4 ed ha fatto parte del cast di Pink Different su Fox Life. Nel 2018 ha vinto un premio alla seconda edizione degli Splendor Awards.
Ha collaborato con Serena Dandini, nel 2018 partecipando a La TV delle ragazze - Gli Stati Generali 1988-2018 e fra 2019 e 2020 come autrice e componente del cast di Stati generali, entrambi su Rai 3. Nel 2018 ha partecipato a Le parole della settimana condotto da Massimo Gramellini, sempre su Rai 3, ha co-condotto il festival musicale Uno maggio Taranto libero e pensante e ha pubblicato con Arnoldo Mondadori Editore il libro Fake. Una storia vera. Nel 2019 ha condotto il Comedy Central Tour di Comedy Central. Ha collaborato con il Fatto Quotidiano. Successivamente è a teatro con Serena Dandini in Vieni avanti cretina, next!.

### Come Federica Cacciola
Su Radio Deejay ha condotto con Daniele Bossari Il Boss del Weekend (2019) e alcune puntate di Deejay chiama Italia. Ha partecipato a tre puntate di Data Comedy Show (2021) su Rai 2. Dal 2022 conduce il podcast Piacere mio - La storia del Sesso per la piattaforma One Podcast. Con Michela Giraud ha realizzato la webserie Le buone donne.
Dal 25 dicembre 2023 conduce, insieme a Gianluca Daluisio, su Rai Radio 2 il programma Gli Spietati che sostituisce temporaneamente Numeri Uni nella sua pausa natalizia.
Ha interpretato Stella nella serie TV Blanca (2021) e Luana nel film Le voci sole (2022). Collabora con Domani.
Nel 2024 esce, per i tipi di HarperCollins editore, il suo libro Amore e Psycho. Educazione sentimentale per deficienti.

## Opere
- Martina dell'Ombra, Fake. Una storia vera, Mondadori, 2018, ISBN 9788804679325.
- Federica Cacciola, Una strana storia di sesso e cibo, in Barbascura X (a cura di), Il satiro scientifico. Riprodursi male, Mondadori, 2023, ISBN 9788804773597.
- Federica Cacciola, Desideri di merda, in Barbascura X (a cura di), Il satiro scientifico. Storie di merda, Mondadori, 2023, ISBN 9788804784098.
- Federica Cacciola, Amore e Psycho. Educazione sentimentale per deficienti, HarperCollins, 2024, ISBN 9791259852946.

## Filmografia

### Film
- Notti magiche, regia di Paolo Virzì (2018)
- Le voci sole, regia di Andrea Brusa e Marco Scotuzzi (2022)

### Serie TV
- Il candidato - Zucca presidente – serie TV, 1x12 (2014)
- Romolo + Giuly: La guerra mondiale italiana – serie TV (2018)
- Blanca – serie TV (2021-in corso)